# Бодула (герб)
Бодула (пол. Godula, Goduła, Boduła) — польский дворянский герб.

## Описание
В поле лазоревом три белые лилии, расположенные одна под другой по рассекающей линии.

## История
Начало этого герба писатели относят к XIII веку. Герб Бодула (употребляют: Встовские) внесен в Часть 1 Гербовника дворянских родов Царства Польского, стр. 66.
Знаменитым представителем был Мартин Опавский (ум. 1279) — архиепископ гнезненский, летописец, доминиканец.

## Герб используют
Badowski, Boduła, Boduszyński, Brzezicki , Desznicki, Dziewiecki, Godula, Laus, Lauz, Ławiec, Paszczycki, Paszczyński, Pieczyński, Piskorzewski, Ros, Rosz, Rosza, Stretski, Wstowski